# Āmāra sōnāra Bāṁlā
Āmāra sōnāra Bāṁlā (in bengali আমার সোনার বাংলা, lett. "Mio Bengala dorato") è una canzone scritta nel 1905 dal poeta bengalese Rabindranath Tagore, Premio Nobel nel 1913. Le prime dieci righe della canzone sono state adottate nel 1972 come inno nazionale del Bangladesh.

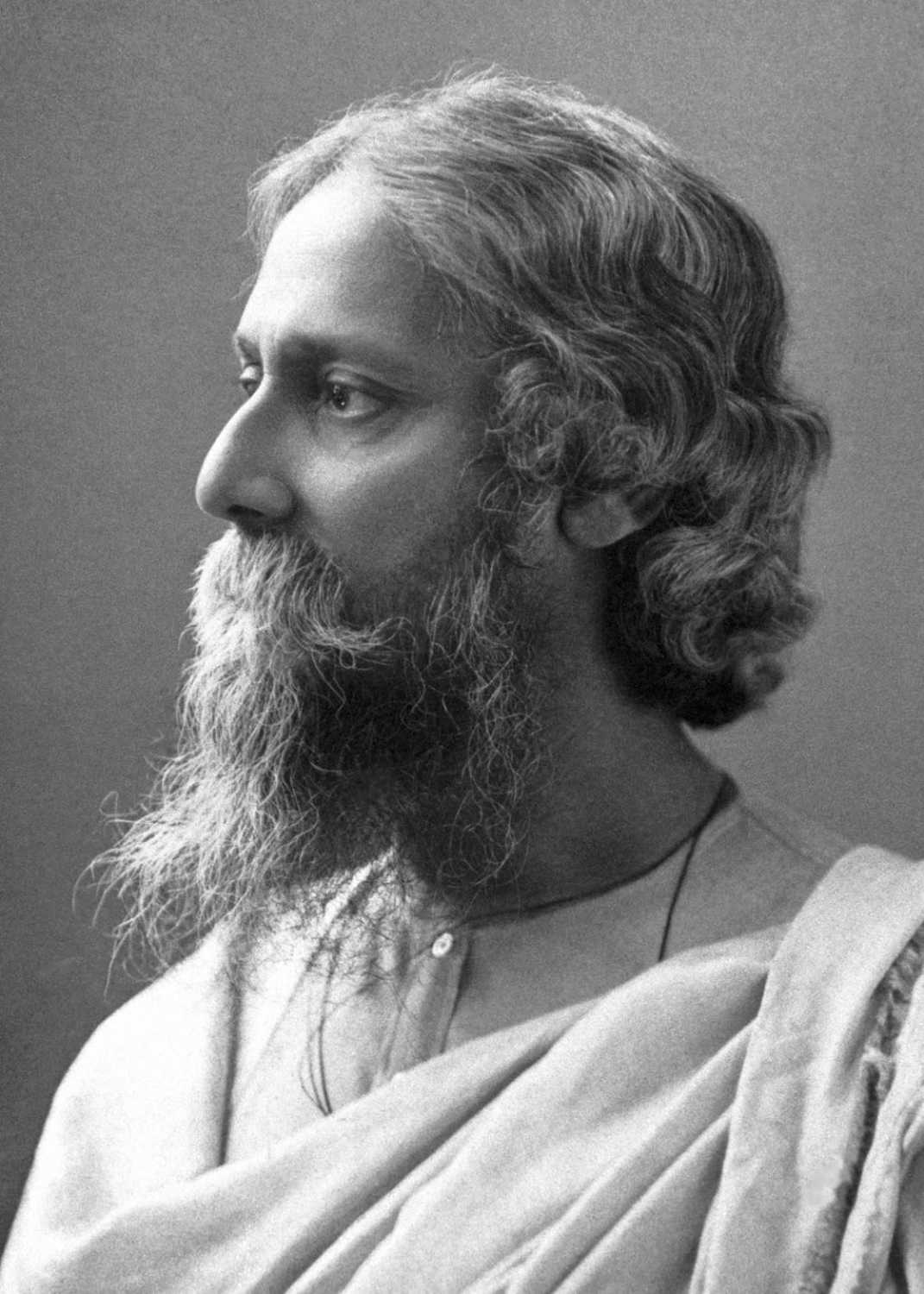
Rabindranath Tagore è l'autore del testo dell'inno nazionale bengalese

Il termine Shonar significa letteralmente "fatto d'oro", ma, nel testo, Shonar Bangla rappresenta sia la preziosità del Bengala (Bangla) sia un riferimento al colore dorato delle risaie prima del raccolto.
Il brano è stato scritto nel 1906 durante il periodo di Bangabhanga (Bôngobhôngo - dal 1905 al 1911) in cui il governo britannico tentò una divisione della Provincia del Bengala in due metà, su base religiosa (Bengala Occidentale, a maggioranza Indù, e Bengala Orientale, a maggioranza islamica). Questa canzone fa parte di un più ampio corpus di testi di ispirazione nazionalista sorti in quel periodo per ravvivare lo spirito unitario della nazione bengalese.
La musica fu trascritta dalla nipote di Tagore, Indira Devi, dopo averla ascoltata direttamente dallo scrittore. Si dice che la musica di questa canzone sia stata ispirata dalla canzone "Kothay Pabo Tare" (Bangla: কোথায় পাবো তারে) del cantante Baul Harkara Gagan.
Le prime 10 righe di questa canzone costituiscono dal 1972 l'inno nazionale del Bangladesh. La traduzione inglese è stata fatta dallo studioso bengalese Syed Ali Ihsan.